# Иосафатова долина (Чуфут-Кале)
Иосафа́това долина (варианты названий: Каледе́ кеваро́т (с караимского «Кладбище в Калэ»), Балта́-Тийме́з (с тюркского «Топор не коснётся») — родовое караимское кладбище, расположенное в верховьях балки Марьям-Дере, в ближайших окрестностях пещерного города Чуфут-Кале в Бахчисарайском районе в Крыму.

## Расположение и окружение
Объект расположен в верховьях балки Марьям-Дере (рус. ущелье Марии), которая относится к бассейну реки Чурук-Су. Несмотря на большое число родников, в балке не имеется постоянного водотока. Марьям-дере на всем своём протяжении наполнена памятниками истории и культуры различных эпох и народов. В устье балки располагалось селение Салачик, тут находится дюрбе Хаджи I Герая и Зынджирлы-медресе. В средней части балки расположен Успенский Анастасиевский монастырь, основание которого относят к VIII веку. Около монастыря расположены воинские кладбища соответственно 1854—1855 и 1944 годов. Над верховьями балки нависают обрывы со стенами и искусственными пещерами крепости Чуфут-Кале, а под ними расположена обитель дервишей и азиз Гази-Мансур. Дорога направо серпантином поднимается к Малым (Южным) ворогам крепости, а дорога, идущая параллельно дну балки, по правой стороне, приводит к ограде и сохранившимся арочным воротам некрополя. На памятники местности оказали влияние три религии, караимизм (ветвь иудаизма), православие и ислам.

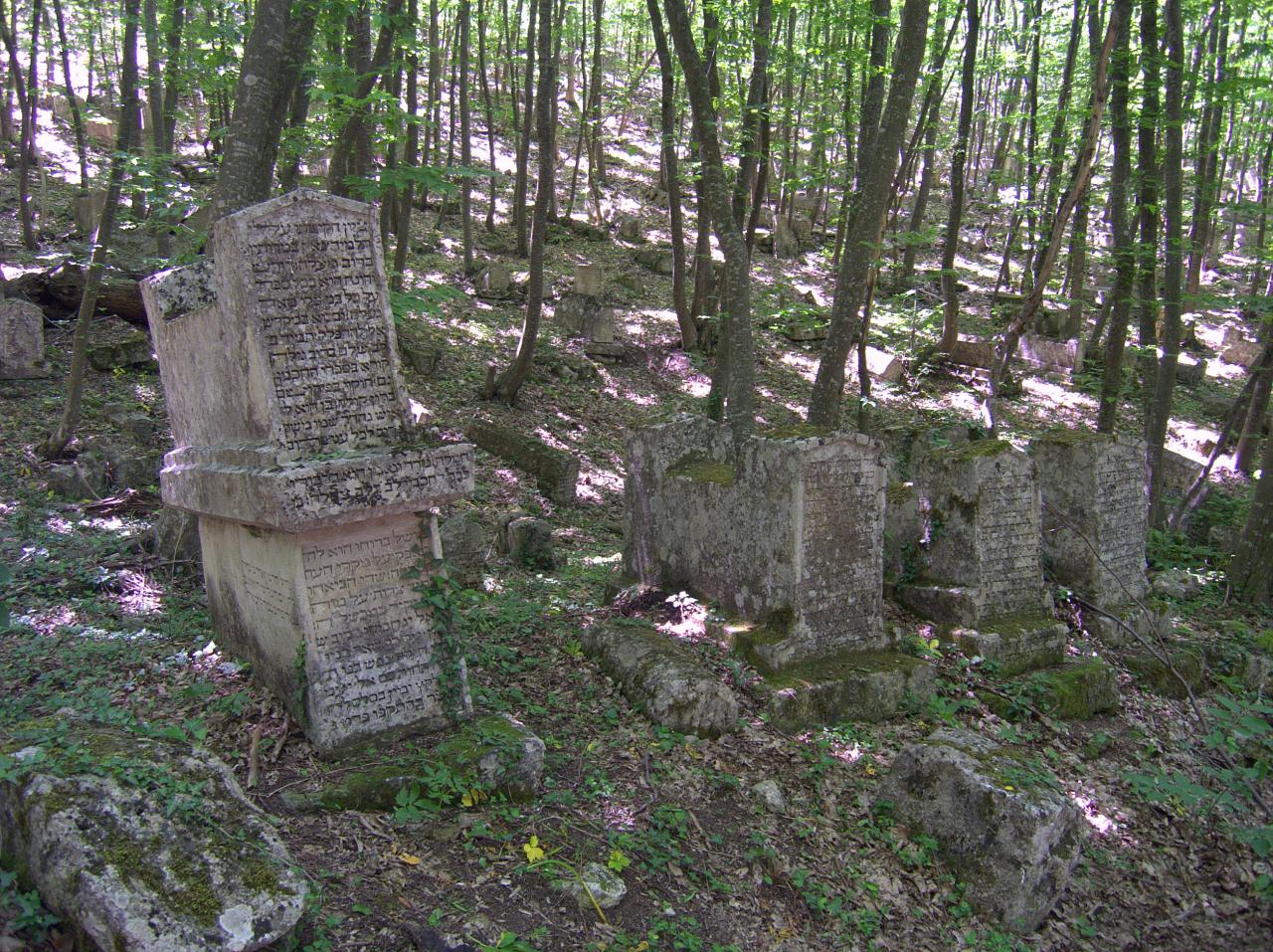
Караимские надгробия на кладбище

Деревья, на протяжении сотен лет высаживавшиеся на некрополе, составили рощу из дуба черешчатого и сопутствующих пород. В настоящее время с 2011 года на Украине это памятник природы, а в России с 2014 года это одноимённая особо охраняемая природная территория.

## История и названия
Время поселения караимов в Кырк-Оре (Кырк-Ере, Чуфут-Кале) относится историками к середине XIV века. Во времена Крымского улуса Золотой Орды и Крымского ханства город стал их главным религиозным и культурным центром. Некрополь был вынесен за городские стены на расстояние 200—250 м.
Иосафатовой долиной стали называть караимское кладбище, находящееся за древним городом Чуфут-Кале, возле Бахчисарая, опираясь на библейскую традицию уже во времена Российской империи вслед за метафорой из книги Пьера Симона Палласа. Кладбище также носило название Балта-Тиймез, скорее относившееся к древним дубам, чем к захоронениям, и которое впервые было упомянуто в 1911 году.
Иосафатова долина в Палестине упоминается в Ветхом Завете, в книге пророка Иоиля (3:2—12): «Я (Иегова) соберу все народы, и приведу их в долину Иосафата и там произведу над ними суд». Там располагается крупное еврейское кладбище, действующее и в настоящее время. В XIX—XX веках изображения иерусалимской Иосафатовой долины помещались практически во всех еврейских йорцайтах. Вид чуфуткальской безлесной каменистой долины, плотно уставленной множеством надгробий, навевал мысли о сходстве Чуфут-Кале и окрестностей Иерусалима.
Это не единственный случай использования библейского названия для других объектов. Возле села Голынчинцы расположена долина крестов Иосафатова долина, которая является местом паломничества.

Первым ввёл данные о некрополе в научный оборот караимский учёный А. С. Фиркович. В конце жизни он переселился в Чуфут-Кале. В 1872 году Фиркович опубликовал книгу под заглавием «Авне-Зиккарон» (др.-евр. אבני זכרון‬ — «Памятные Камни») с описанием своих крымских находок, в которой объявил, что древнейшее надгробие в Иосафатовой долине датировано 6 годом н. э. Однако ряд подтасовок в его исследованиях, которые обнаружили позднейшие авторы, несколько подорвали доверие к его научным результатам. Тем не менее он и его наследие остаётся важным первоисточником по исследованиям некрополя. Многие надписи на могилах к настоящему времени нечитаемы и дошли до нас только благодаря трудам Фирковича.

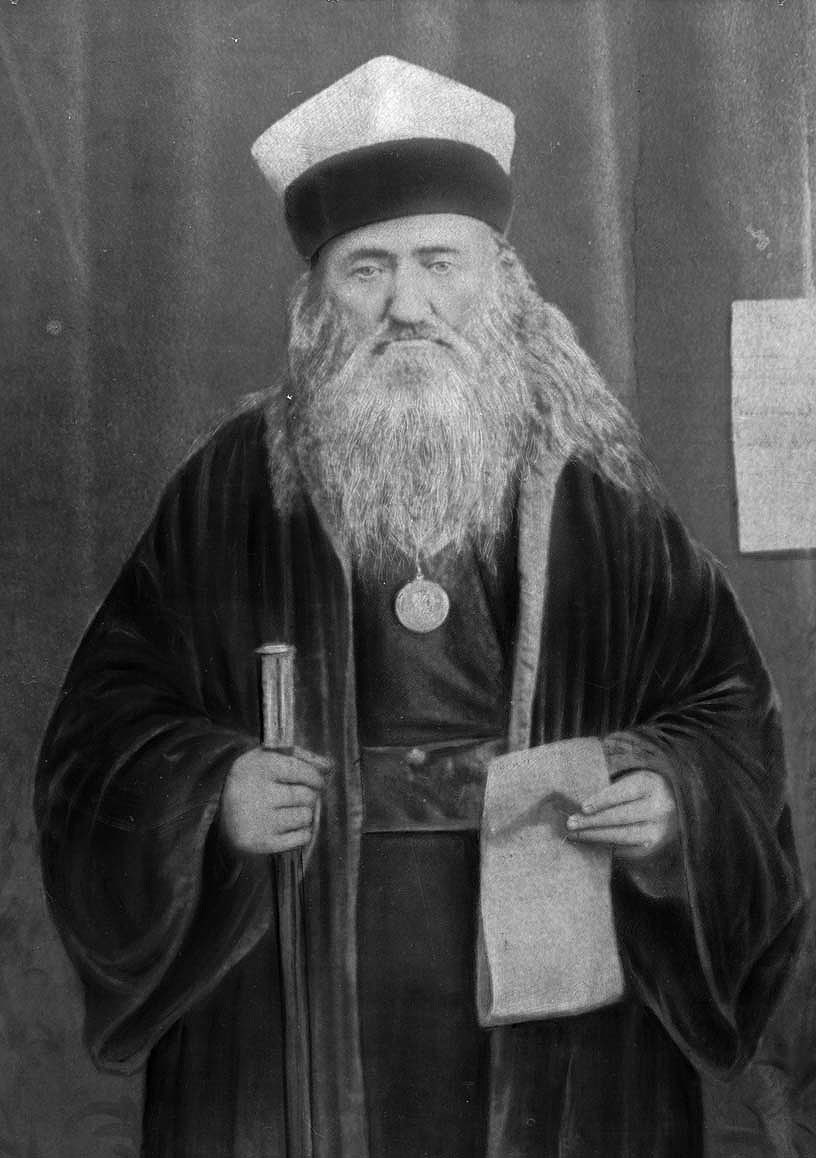
Газзан А. С. Фиркович, один из последних жителей Чуфут-Кале
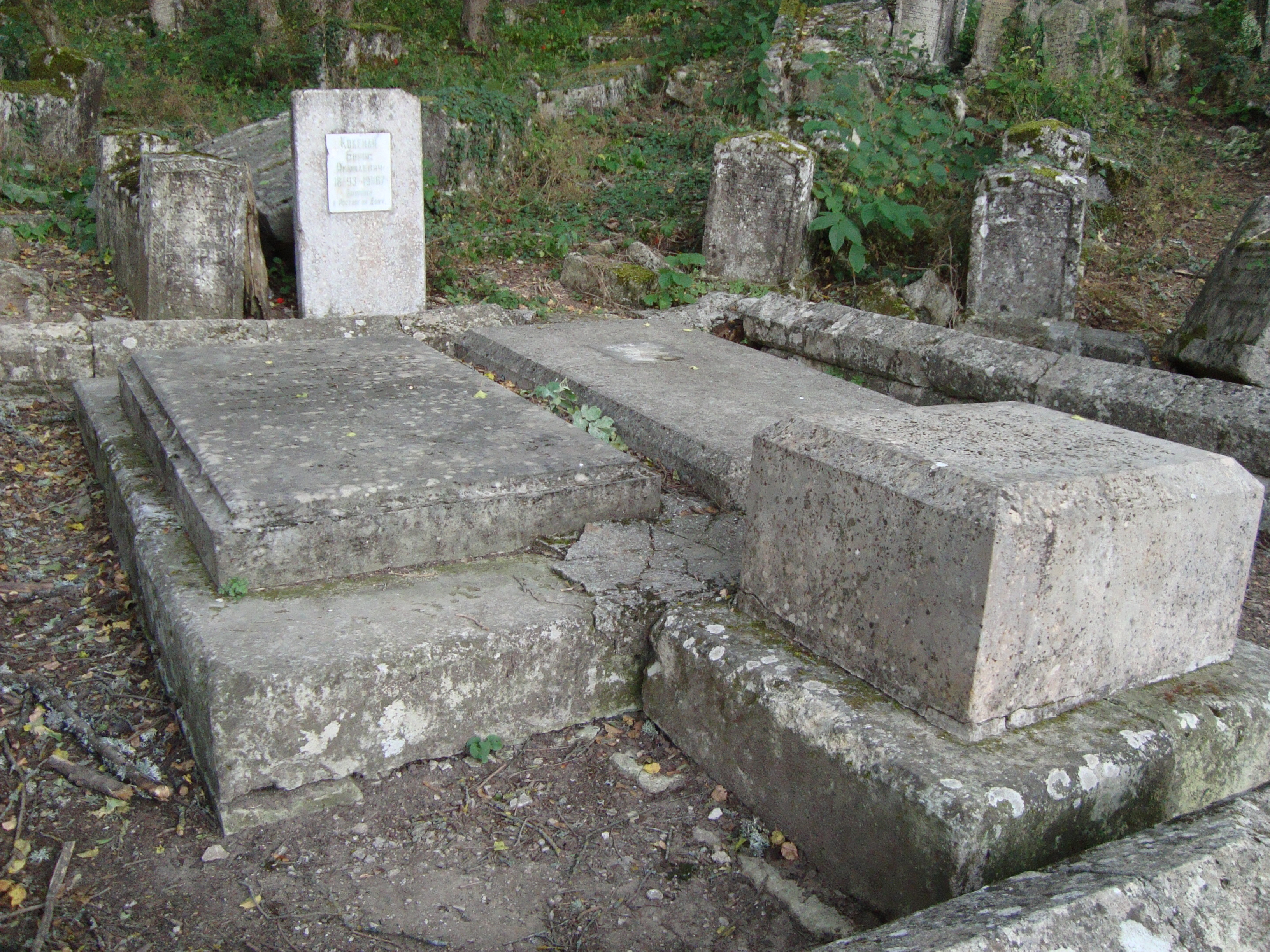
Могила Авраама Фирковича. Поздняя реконструкция разрушенной плиты
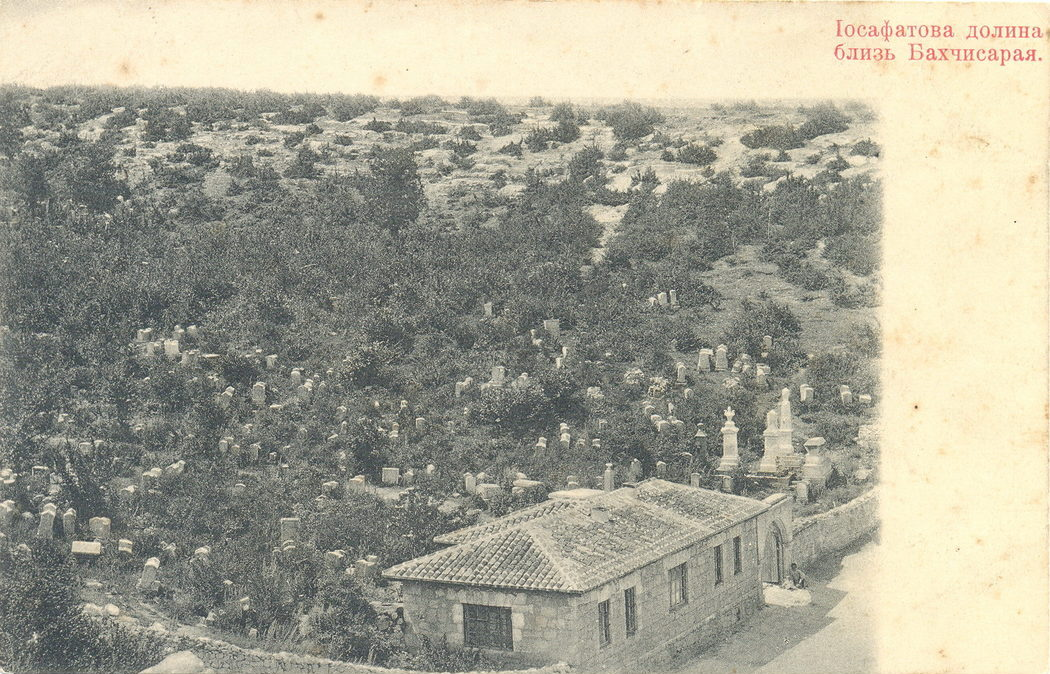
Иосафатова долина. Почтовая карточка 1900-х. Вид с северо-востока. Сторожка в настоящее время не сохранилась
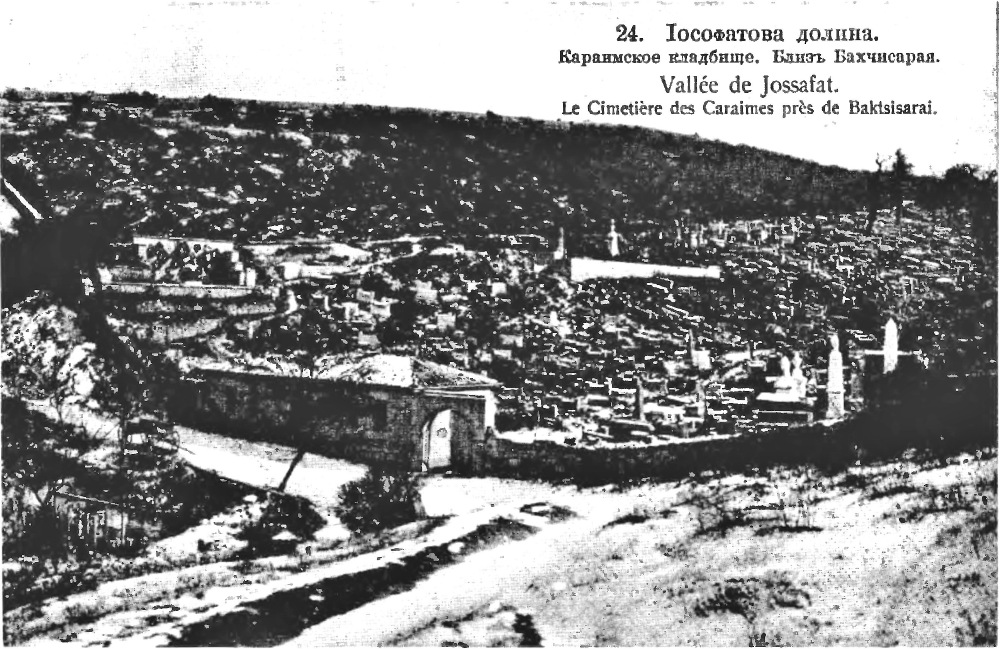
Иосафатова долина, почтовая карточка 1900-х. Вид с северо-запада
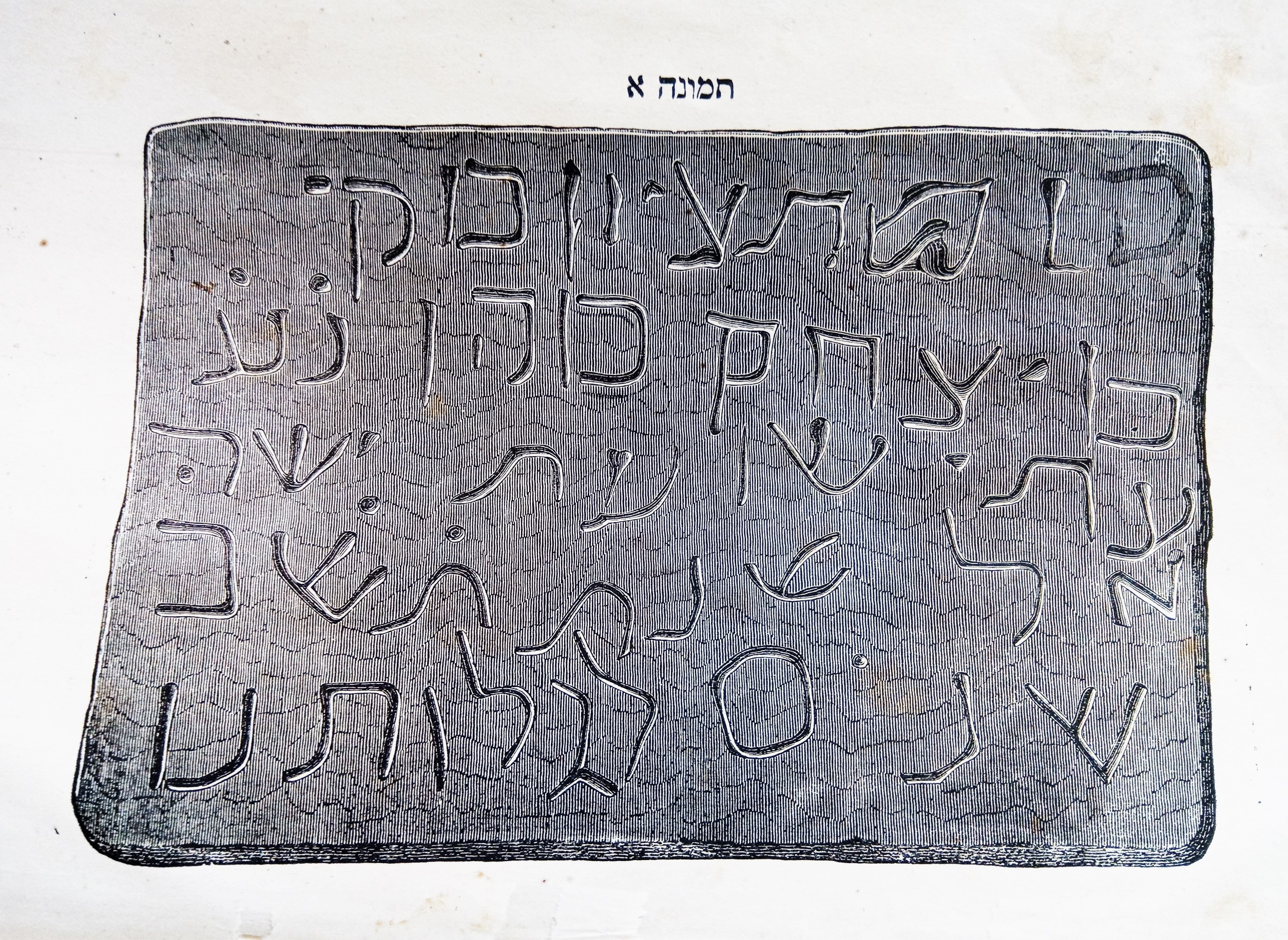
Эпитафия на надгробии Букки, сына Исаака Когена, датированном Фирковичем 6 годом н. э., Хвольсоном 157 годом[16][17], а Гаркави — 1542-м

## Описание
Некрополь расположен в Иосафатовой долине, в самой верхней части балки Марьям-Дере. Его основная стена и главные ворота расположены перпендикулярно оси водотока балки. Протяженность некрополя составляет около 500 м, ширина уменьшается с набором высоты от 150 до 70 м. На его территории находится более 7000 сохранившихся надгробий. Согласно современным исследованиям, самые ранние из них имеют датировку 40-х годов XIV века, а последние установлены в послевоенное время. Около 3400 надгробий имеют погребальные эпитафии, выполненные в основном на древнееврейском языке (Лешон xа-Кодеш, др.-евр. לְשׁוֹן הַקֹדֶשׁ‬ — Святой Язык). Большинство надгробий Иосафатовой долины выполнено из известняка, добытого в непосредственной близости от некрополя. Некоторые поздние надгробия богатых семей в конце XIX века делались из дорогостоящего базальта и мрамора. Помимо собственно караимов, на кладбище также были немногочисленные захоронения евреев-раввинистов, в XVII — начале XIX веков проживавших в Чуфут-Кале и Бахчисарае. Надгробия ориентированы по оси север — юг. Это связано с представлениями о расположении священного города Иерусалима: согласно караимской традиции, в его сторону следовало направлять молитвы. Восставшие из мертвых во время прихода Мессии и Страшного суда караимы должны были увидеть Иерусалим. Поэтому покойника укладывали ногами на юг, а головой — на север. Лицевая сторона надгробия с погребальной надписью была направлена, как правило, на север. Эпитафии вырезались прямо на поверхности надгробия, иногда в специально сделанной для этого нише. В отличие от надгробий раввинистов, зачастую многоцветных, караимские надгробия Крыма почти всегда были выдержаны в строгой манере, без дополнительных украшений. Дорогостоящая надпись на надгробии могла делаться не сразу, иногда даже годы спустя после смерти; если надписи заказывали потомки, которые не знали точных патронимиков и дат смерти и рождения умерших, то в эпитафиях эти данные отсутствуют. Сохранность памятников вызывает опасения из-за воздействия на известняк осадков и мхов и лишайников, что особенно плохо отражается на надписях. Размещение погребений производилось на кладбище достаточно произвольно. Надгробия поздних периодов хаотично перемежаются с ранними. Престижная часть у входа на кладбище содержит, преимущественно, памятники конца XIX — начала XX века, более ранние утеряны. Родственники, по возможности, хоронились неподалеку друг от друга, на кладбище можно выделить несколько семейных секторов.
Надгробия имеют достаточно разнообразную форму. Крымский краевед П. И. Кёппен выделил пять типов караимских надгробий:
- древнейшие безрогие гробницы;
- двурогие гробницы;
- гробницы, состоявшие из одной плиты, при которой отвесно поставлена другая плита;
- надгробия из трех плит — двух мраморных и одной простого тесаного камня;
- «могилы, над которыми положено только с каждого конца по одному простому камню».

Древнейшие надгробия XIV—XV веков как правило похожи на христианские или мусульманские памятники того же времени (узкие, одно- или двурогие), иногда орнаментированы так называемой «сельджукской цепью». Для XV—XVII веков характерны массивные и продолговатые двускатные надгробия в виде домика. Вертикальные стелы ашкеназского типа конца XV века принадлежат немногочисленным выходцам из Украины (Киев и Луцк). Некоторые эпитафии XVI—XVII веков были нанесены на крупные прямоугольные или квадратные плиты, ставившиеся вертикально. Надгробия орнаментировались редко и достаточно скупо. На памятниках XIV—XV веков встречаются сельджукские орнаменты, аналогичные украшениям на христианских и мусульманских надгробиях этого времени. На памятниках раннего нового времени XIX—XX веков часто вырезаны различные символы — шести- и девятиконечные звезды, солярные знаки, кипарисы, розетки. Значение орнаментов в настоящее время неясно. Кипарисы и цветы, вероятно, можно интерпретировать как изображения древа жизни. Розетки могли являться символической кроной или плодом деревьев: по мнению некоторых специалистов, их можно интерпретировать как изображение плодов древа жизни. Розетки в виде звезд, возможно, символы загробной жизни или душ, путешествующих в небо.
Несмотря на то, что караимская община практически полностью покинула Чуфут-Кале во второй половине XIX века, некрополь продолжал функционировать и позднее. Монументальные дорогостоящие надгробия из базальта, гранита и мрамора датируются XIX — началом XX века. После 1917 года кладбище уже практически не использовалось, хотя отдельные памятники появляются там и позднее. В последнее время с левой стороны от входа в некрополь представители крымской караимской общины стали устраивать кенотафы (т. н. йолджи-ташлар) в память знаменитых караимов.

## Известные лица, похороненные на кладбище

### Захоронения
- Исаак ха-Сангари — еврейский проповедник, который по легенде убедил хазар принять иудаизм. В XIX веке известный исследователь караимских древностей А. С. Фиркович утверждал, что обнаружил надгробную плиту с именем Сангари, но в настоящее время надписи на ней неразличимы. Если принимать Исаака ха-Сангари за реальную историческую персону, а погребение за его реальную могилу, то возраст некрополя удревляется до VIII века.
- Исаак бен Шеломо (1754/1755, Чуфут-Кале — 1826, там же) — караимский учёный, астроном, поэт и учитель.
- Авраам Самуилович Фиркович (2 сентября 1787, Луцк — 17 (29) июня 1874, Чуфут-Кале) — караимский учёный и путешественник, писатель и археолог, собиратель древних рукописей, газзан. Захоронен на кладбище, исследованию истории которого посвятил большую часть жизни.
- Яков Абрамович Дубинский (1895—1958), археолог, смотритель Чуфут-Кале.

### Кенотафы
- Поручик М. Ф. Тапсашар — герой русско-японской войны, чья сабля посмертно передана императором Японии после заключения мира императору Николаю II[21]. Надпись: «Сооружён в назидание потомству в честь доблестного сына караимского народа Командира 7-й роты Квантунского Флотского экипажа поручика Тапсашара геройски погибшего за царя и отечество в бою 16 октября 1904 г. под Порт-Артуром впереди укрепления его». После революции слово «царя» было вырублено со стелы.
- Караимский интеллектуал Б. Я. Кокенай — йолджы-таш, установленный в 1981 году Вильнюсским университетом по договору с С. И. Кушуль; по требованию крымчакского краеведа Л. И. Кая демонтирован в 1983 году, а восстановлен караимским обществом в 1989 году[22].
- Доктору филологических наук, профессору С. М. Шапшалу, бывшему Таврическому и Одесскому гахаму и гахану караимов Польши — установлен в 2002 году с текстом «Хану Шапшалу от караев. Han Şapşal Karaylardan»[23].
- Юристу, предпринимателю, меценату, издателю Караимской народной энциклопедии М. С. Сарачу[24].

## Иосафатова долина в культуре и искусстве

Некрополь в произведениях живописи и графики
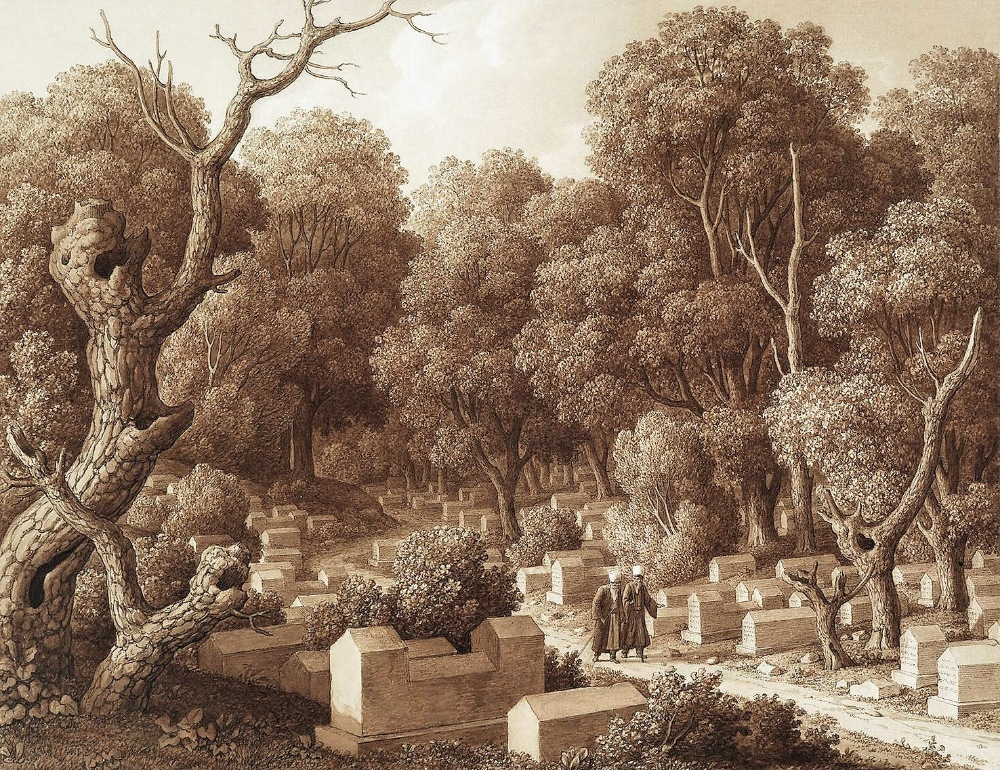
Карл фон Кюгельген. Караимское кладбище в Чуфут-Кале. 1804 или 1806
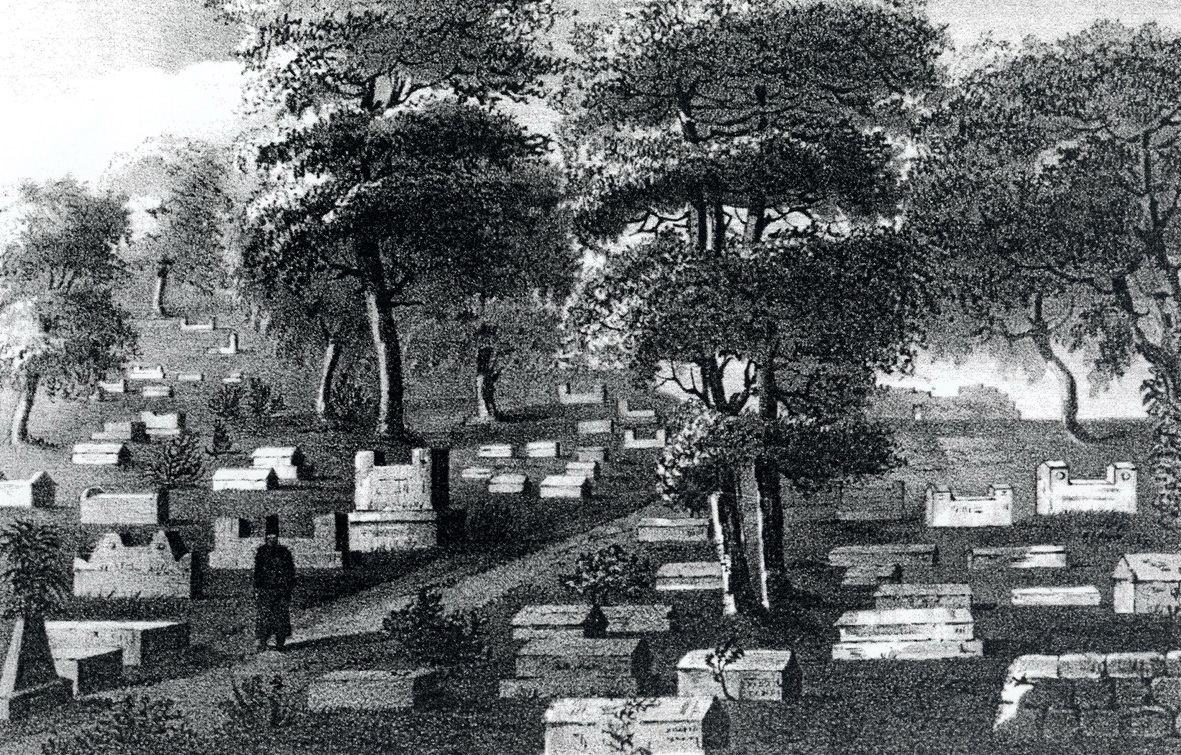
Иосафатова долина, из книги Дюбуа де Монпере, 1839-1843
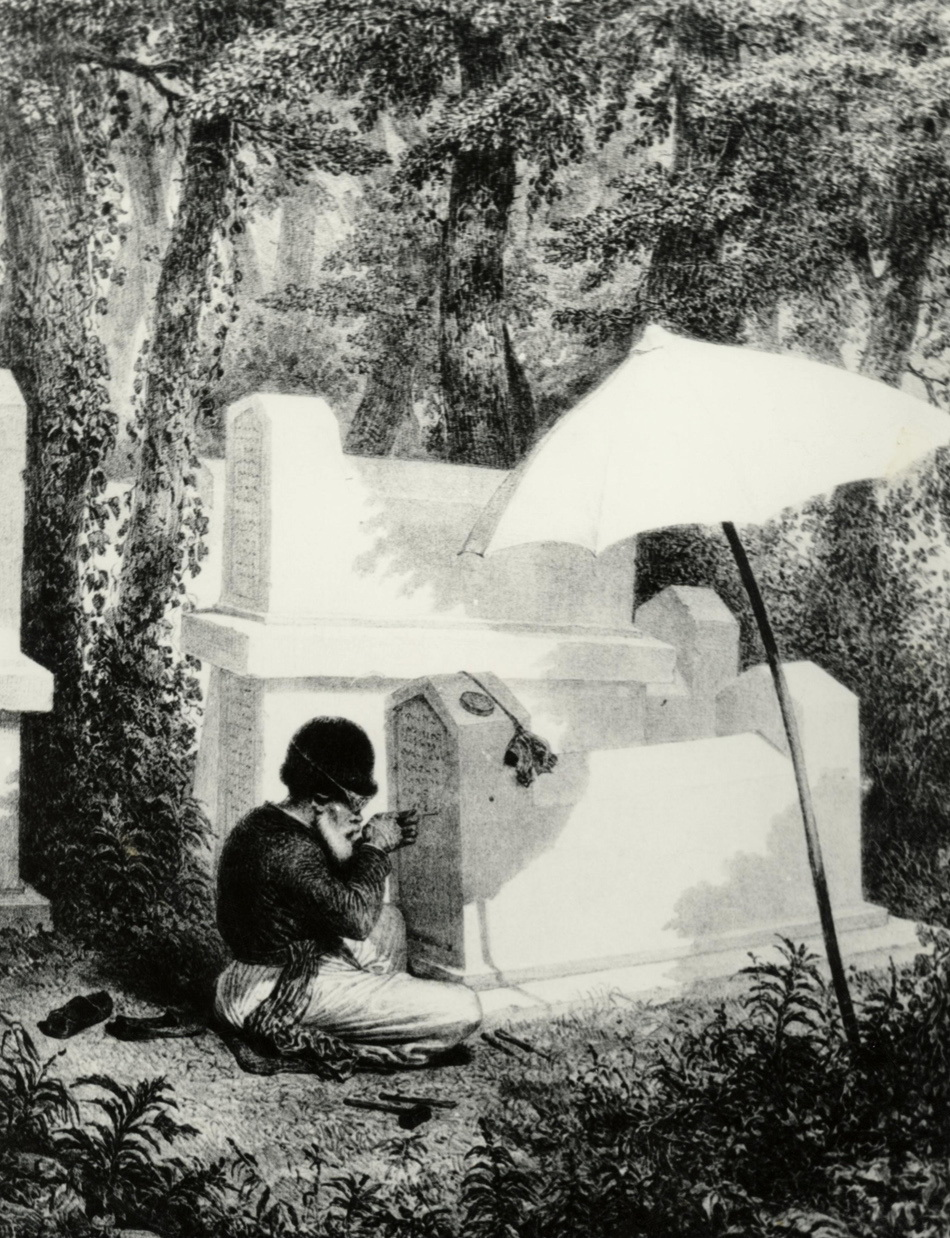
Резчик эпитафий Иегуда Казас, гравюра Огюста Раффе, 1837
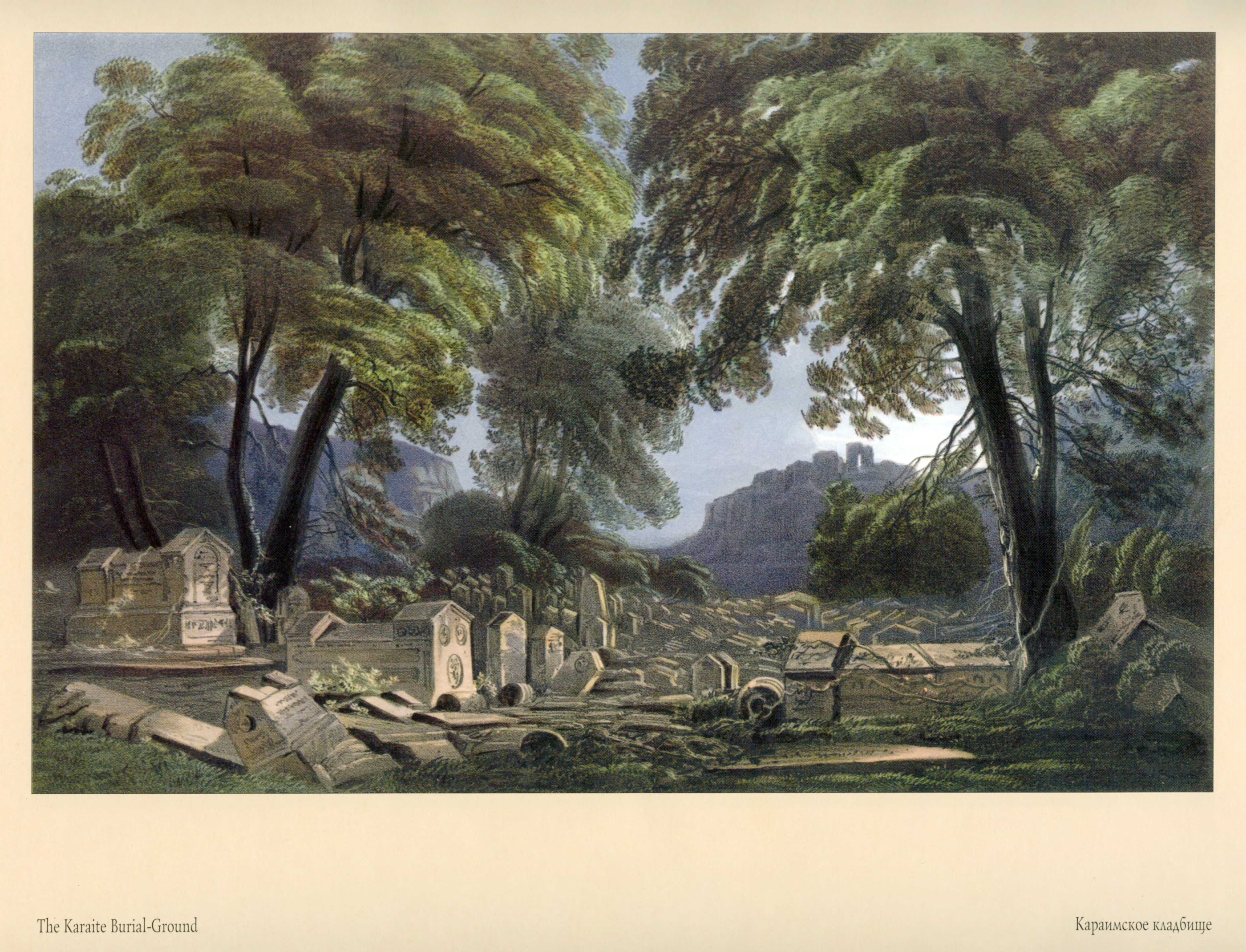
Караимское кладбище. Карло Боссоли, 1856

Дважды, в 1804 и 1806 годах, по указанию Александра I Крым посетил Карл фон Кюгельген, академик Санкт-Петербургской Императорской Академии художеств. С его рисунков были выполнены литографии, одна из которых запечатлела караимское кладбище в Чуфут-Кале.
В 1831—1834 годах французский учёный Фредерик Дюбуа де Монпере предпринял экспедицию на Юг России, которую он впоследствии описал в своем сочинении «Путешествие вокруг Кавказа, к черкесам и абхазам, в Грузию, Армению и в Крым» (1839—1843). Большой интерес представляет атлас иллюстраций, приложенный к этому произведению и содержащий большое количество рисунков и схем с описанием историко-архитектурных ценностей Крыма и Кавказа, в том числе и изображение некрополя в Иосафатовой долине.
В 1837 году состоялась научной экспедиция в Россию князя Анатоля Демидова, где вместе с двадцатью двумя французскими учеными, писателями и художниками, участвовал талантливый художник Огюст Раффе. Он выполнил гравюры по караимскому костюму, быту и обрядам, в том числе и портрет резчика эпитафий Иегуды Казаса за работой на кладбище. Ряд работ был опубликован в книге «Путешествии по югу России и Крыму» (4 тома, 1838—1848), в том числе сохранилось 100 литографированных пластин с подписью Raffet.
Представитель романтизма, Карло Боссоли много путешествовал по Крыму и создал более 70 пейзажей. В 1842 году в одесской типографии Д. Кленова был напечатан первый альбом чёрно-белых литографий Боссоли, содержащий 24 работы. Другой альбом, с 52 рисунками, был опубликован уже в 1853 году в Лондоне. Листы 36 и 37 альбома посвящены Чуфут-Кале и Иосафатовой долине, впрочем с сильной стилизацией, характерной для романтизма.
Иосафатовой долине посвящены стихотворения поэтов Г. П. Данилевского и М. С. Синани.
В мерцаньи зарницы,
В сиянии звезд перекатных,
Белеют гробницы
Под сенью кустов ароматных.

Лиловой сиренью,
Косами плакучей ракиты
И лунною тенью
Одеты гранитные плиты.

Ни крику, ни шума….
Спят крепко в могилах Евреи,
Спит сердце и дума
И спят, между камнями, змеи.

Но вот улетает
Далеко тревожная память.
Тоска поднимает
На сердце и бурю и замять….

Из света зарницы
Выходит восток предо мною….
Палаты столицы
Кипят беззаботной толпою….

Я вспомнил невольно
Любовь, красоту и искусства….
И страшно мне больно
За бедные смертные чувства!